# Il romanzo di Ramses - Il figlio della luce
Il figlio della luce (Le Fils de la lumière) è il primo volume della serie Il grande romanzo di Ramses, serie che parla della vita di Ramesse II, il più celebre Faraone d'Egitto.
In Italia il romanzo è uscito per opera della Arnoldo Mondadori Editore, con una prima edizione nel 1997 e una seconda nel 2016.

## Trama del libro
Il libro e la saga iniziano con un giovane Ramses impegnato nel suo scontro con un gigantesco toro, sotto gli occhi attenti del padre, il faraone Sethi, che alla fine dello scontro taglia a Ramses il ricciolo di infanzia, segno che ora è adulto perché è riuscito a dominare la propria paura. Osteggiato dal fratello maggiore Shenar, abile nei complotti e sicuro di divenire nuovo faraone alla morte del padre, Ramses si troverà costretto a superare parecchi pericoli, fra cui attentati mossi dallo stesso Shenar, sfide con divinità occulte e scontri con popolazioni ostili. È però fiancheggiato da quattro amici d'infanzia: Ameni, lo scriba attento al proprio lavoro, magro, pallido e dai capelli radi nonostante l'età; Setau, l'incantatore di serpenti, misterioso e bizzarro nell'abbigliamento; Asha, futuro diplomatico, nato da genitori egiziosiriani, sempre molto elegante e sicuro di sé; e Mosè, l'ebreo dal cuore infiammato da una forza misteriosa, robusto e atletico, e amante dell'architettura. All'inizio della storia verrà aiutato anche da Sary, un trentenne in passato tutore di Ramses e dei suoi quattro amici, anche per via del suo matrimonio con Dolente, la giovane sorella di Ramses.
Mosso dal padre ad affrontare prove incredibili che riusciranno a forgiarlo come futuro sovrano, Ramses mostra un carattere energico e molto forte, riuscendo anche ad attrarre la bella Isinofret, dai più detta Iset, la fanciulla più apprezzata dall'alta società, che si unisce a lui e lo ama alla follia. Il giovane però, benché attratto dalla passionalità dell'amante, si innamora anche della pacata Nefertari, una sacerdotessa che ha scelto la vita contemplativa del tempio. Corrisposto nel suo amore decide di sposarla, ma poi sceglie anche di mettere Iset sotto la sua protezione, essendo ella incinta di quello che sarà il primogenito di Ramses, Kha. Durante un viaggio di campagna in Nubia, dove Sethi affronta una sanguinosa ribellione, il giovane Ramses salva anche un piccolo di leone che da allora diviene un suo animale domestico.
Shenar, che sembra realizzare le aspettative del padre, inizia però a sguinzagliare contro di lui tutta l'alta società dell'epoca. La situazione si acuisce ancora di più quando in Egitto giunge la flotta greca achea, capitanata da Menelao, di ritorno dalla famigerata guerra di Troia. Oltre al poeta Omero, il re di Sparta conduce con sé anche la moglie Elena, giustamente ritenutasi causa di una guerra che ha causato molti morti. Oppressa dal rimorso, la regina trova per sua fortuna la felicità nella terra del Nilo e, grazie all'aiuto della grande sposa reale Tuya, moglie di Sethi, e di Nefertari, riesce a vivere in Egitto per lungo tempo, attirandosi però così l'ira di Menelao che decide di complottare con Shenar nel suo conflitto contro Ramses. Quest'ultimo incolpa anche Sary e Dolente di aver complottato per ucciderlo, complotto sventato anche con l'aiuto di Ameni, che in un'occasione ha anche rischiato la vita; così Sary e Dolente verranno confinati in un villaggio di periferia in reclusione, ignari che il destino riserverà una sorpresa che sconvolgerà il futuro regno di Ramses.
Poco dopo, Ramses si oppone all'attacco di alcuni pirati terribili Shardana, una tribù sarda di pirati, e sconfigge in battaglia il loro capo, Serramanna; decide però di risparmiarlo, e l'altro sceglie di servirlo per tutta la vita come capo della sua guardia personale. Alla fine, però, il faraone Sethi muore dopo quindici anni di regno e il peso del trono crolla sulle spalle del figlio, ancora inesperto e odiato dai membri dell'alta società, sostenuto solo dai suoi quattro amici, dalla madre e dalle amate Iset e Nefertari.

## Personaggi
- Ramesse II (detto nel libro Ramses): è il protagonista del libro. Nel primo capitolo affronterà un toro selvaggio, simbolo e incarnazione della potente forza di Seth; sarà il primo degli innumerevoli nemici di Ramses prima e anche dopo il suo cammino verso il titolo di Faraone, a cominciare dalla sua stessa paura.
- Sethi I: il padre di Ramses e Faraone d'Egitto per tutto il primo libro. Morirà nell'ultimo capitolo, nel quindicesimo anno del suo regno, lasciando il trono d'Egitto al figlio Ramses.
- Tuya: la madre di Ramses e regina madre dell'Egitto.
- Nefertari: inizialmente appartenente alla servitù delle sacerdotesse, si innamorerà di Ramses, e i due si sposeranno verso la fine del primo libro.
- Iset: appartenente a una famiglia di alto ceto, si innamorerà di Ramses. Verso la fine del primo libro, dopo il matrimonio di questi con Nefertari, ella partorirà Kha, quello che sarà il primogenito del futuro Faraone.
- Ameni: uno dei quattro amici d'infanzia di Ramses, nato da una famiglia egiziana. Di salute molto debole, diverrà uno scriba ufficiale e segretario particolare, e poi anche portasandali del reggente Ramses.
- Setau: nato da una famiglia nubiana, Setau è un altro dei quattro amici d'infanzia di Ramses, e diverrà esperto in medicina.
- Loto: una nubiana i cui genitori furono uccisi quando era bambina, si innamorerà di Setau, e anche lei diverrà esperta in medicina.
- Asha: metà siriano e metà egiziano, Asha è un altro degli amici d'infanzia di Ramses. Attraverso un percorso di carriera da diplomatico, egli diventerà Ministro degli Affari Esteri, ma per farlo si alleerà a metà libro con Shenar, fratello del futuro Faraone.
- Mosè: altro amico d'infanzia di Ramses, Mosè è un ebreo discendente di una generazione consanguinea trasferitasi in Egitto dopo un lungo viaggio.
- Serramanna: capo di una tribù di pirati sardi, appare verso la fine del primo libro invadendo alcuni villaggi del Delta, ma verrà sconfitto dall'armata di Ramses, per poi diventare il capo della sua guardia personale.
- Shenar: il fratello maggiore di Ramses. Complotta e corrompe chi vuole, essendo disposto a tutto pur di prendere il posto del padre Sethi, ma il trono verrà infine conquistato pacificamente da Ramses.
- Dolente: è la sorella minore di Ramses, ma sarà una complice di Sary per sbarazzarsi del fratello, spinta dall'invidia.
- Sary: trentenne ex-tutore di Ramses, prima dei fatti accaduti nel libro si è sposato con la sorella Dolente, cosa che lo ha avvicinato alla vita reale. I due verranno scoperti da Ramses e da Ameni per aver architettato una congiura contro il futuro Faraone per invidia, e verranno entrambi esiliati in una periferia.
- Menelao: re dei Lacedemoni, si ferma insieme a tutto il suo seguito in Egitto dopo la guerra di Troia e la sua conseguente distruzione. È estremamente arrogante e pretende che Elena lo ami, cosa che dimostra quando si spaventa dopo che Elena si è difesa con le minacce dalle sue angherie.
- Elena: moglie di Menelao, "salvata" dagli Achei durante la guerra di Troia. Viene messa sotto la protezione di Tuya, la regina madre.
- Omero: poeta greco, scrittore dell'Iliade e dell'Odissea. Al contrario di Menelao, si dimostra aperto e cordiale.
- Meba: ministro degli Affari Esteri, si dimostra un personaggio neutrale almeno all'inizio.

## Edizioni
- Christian Jacq, Il romanzo di Ramses - Il figlio della luce, traduzione di Francesco Saba Sardi, Mantova, Arnoldo Mondadori Editore, aprile 1997,  p. 409, ISBN 978-8804430308.

- Christian Jacq, Il romanzo di Ramses - Il figlio della luce, traduzione di Francesco Saba Sardi, I Miti, Mantova, Mondadori, marzo 1998, ISBN 9788804448686.

- Christian Jacq, Il romanzo di Ramses - Il figlio della luce, traduzione di Francesco Saba Sardi, Oscar Grandi Bestsellers, Mantova, Mondadori, 12 gennaio 2016,  p. 345, ISBN 978-8804661924.